# Nachtfalter (Film)
Nachtfalter ist ein deutscher Stummfilm in drei Akten von Urban Gad aus dem Jahr 1911. Es war der zweite Film, den Asta Nielsen in Deutschland drehte. Der Stummfilm gilt als verschollen.

## Handlung
Die Schwestern Olga und Martha haben bisher als Schneiderinnen zusammengearbeitet. Olga wird von Varietékomiker Goldmann überredet, als Tänzerin mit ihm zu kommen und Olga nimmt sämtliche Ersparnisse der Schwestern an sich und flieht heimlich mit Goldmann. In den folgenden Jahren wird sie unter dem Namen „Mademoiselle Yvonne“ eine gefeierte Tänzerin. Martha hingegen bleibt Schneiderin und heiratet mit Felix Dorner ebenfalls einen Schneider. Beide leben in einfachen Verhältnissen, doch geht Dorners Geschäft nach dem Zusammenbruch seiner Hausbank zugrunde. Der verzweifelte Dorner wird zum Trinker, doch Martha steht ihm in dieser schweren Zeit bei.
Olga führt ein sorgenfreies Leben. Als der reiche Baron von Malten sie heiraten will, ist Olga bereit, ihr Leben als Tänzerin aufzugeben, jedoch muss sie vorher noch einer Verpflichtung nachgehen – einem Gastspiel in ihrem Heimatort. Gerade als Olga hier gastiert, erhält Felix Dorner eine hohe Erbschaft zugesprochen. Er verlässt Martha, die sich beim Versuch, ihn aufzuhalten, den Arm bricht und fortan nicht mehr als Näherin arbeiten kann, sondern sich als Blumenverkäuferin mühsam Geld verdient. Eines Tages sieht sie in einem Café ihren Mann, der aufgrund seines vielen Geldes und freigiebigen Auftretens der Günstling Olgas geworden ist. Martha erscheint in rasendem Zorn im Café und stellt ihre Schwester zur Rede, die ihr nicht nur damals ihr Geld gestohlen habe, sondern nun auch ihren Ehemann. Olga reagiert fassungslos und bittet ihre Schwester um Vergebung. Anschließend eilt sie davon und bringt sich kurz darauf seelisch zerrüttet um. Am offenen Sarg Olgas finden Martha und Felix wieder zueinander, wie es sich Olga in ihrem letzten Willen gewünscht hatte.

## Produktion
Im Jahr 1910 hatte Asta Nielsen unter der Regie von Urban Gad mit Abgründe ihren ersten Film gedreht. Der dänische Stummfilm wurde ein weltweiter Erfolg, doch blieben Filmangebote in Dänemark sowohl für Nielsen als auch für Gad aus. Über einen Bekannten nahm Gad Kontakt mit der Deutschen Bioscop auf, die Nielsen einen Vertrag für zwei Filme anbot. Gads Mitarbeit war im Vertrag zwar nicht vorgesehen, doch begleitete er Nielsen dennoch nach Berlin. Er übernahm schließlich die Regie für Heißes Blut und den folgenden Film Nachfalter ohne Bezahlung. Nur für das Drehbuch, das er für beide Filme verfasst hatte, erhielt er „später eine geringe Bezahlung“.
Die Dreharbeiten fanden im Bioscop-Atelier Chausseestraße in Berlin, „ein paar dürftige[n] Bodenräume[n]“, statt. Das Atelier besaß Glaswände und konnte im Gegensatz zu den Dreharbeiten von Afgrunden, wo nur mit Sonnenlicht gearbeitet wurde, mit elektrischem Licht künstlich beleuchtet werden.
Nachtfalter, der eine Länge von 800 Metern besaß, wurde am 6. April 1911 von der Zensur mit einem Jugendverbot belegt. Der Film erlebte am 13. Mai 1911 seine Premiere. Es ist keine erhaltene Kopie des Films bekannt.